# Geertje Wielema
Geertje Wielema (n. 24 iulie 1934, Hilversum, Olanda de Nord, Țările de Jos – d. 18 august 2009, Almere, Țările de Jos) a fost o înotătoare ce a reprezentat Regatul Țărilor de Jos, medaliată olimpică. A participat la o ediție a Jocurilor Olimpice (1952) în care a câștigat o medalie de argint.

## Participări
Lista de mai jos prezintă principalele competiții la care a participat Geertje Wielema de-a lungul carierei.
- swimming at the 1952 Summer Olympics – women's 100 metre backstroke[*]